# Virtus Pallacanestro Bologna
Virtus Pallacanestro Bolonha é um clube de basquete profissional italiano com sede em Bolonha, Emilia-Romagna. O clube foi fundado em 1929, o que torna o clube mais antigo da Itália e um dos mais antigos da Europa.  
O Virtus é o segundo clube de basquete com mais títulos na Itália atrás apenas Olimpia Milão, tendo vencido 17 campeonatos italianos, 8 Copas da Itália e 1 Supercopa da Itália. Além disso, é uma das equipas de maior sucesso na Europa, tendo ganho duas Euroligas, uma Copa Saporta e uma Liga dos Campeões da FIBA. Atualmente, o clube joga na Liga Italiana de Basquetebol e no EuroLiga. 
Alguns dos principais jogadores do clube ao longo dos anos incluem: Renato Villalta, Jim McMillian, Krešimir Ćosić, Roberto Brunamonti, Predrag Danilović, Radoslav Nesterović, Antoine Rigaudeau, Marko Jarić e Manu Ginóbili.

## História

### Começo e primeiro título
O Virtus foi fundada em 1871 como um clube de ginástica, formando seu primeiro time profissional de basquete em 1929, como parte de um clube esportivo multiuso. A quadra da equipe era a antiga igreja de Santa Lucia, no centro da cidade. O primeiro título oficial do Virtus foi em 1934, quando a equipe bolonhesa venceu o torneio da Segunda Divisão e obteve a promoção para a Primeira Divisão Italiana. Após a promoção, o Virtus se estabeleceu permanentemente no topo da liga nacional de basquete e conseguiu uma longa série de colocações honrosas: nos nove campeonatos disputados de 1935 até a eclosão da Segunda Guerra Mundial, o Black V conseguiu 6 segundos lugares, 2 terceiros lugares e um sexto lugar.

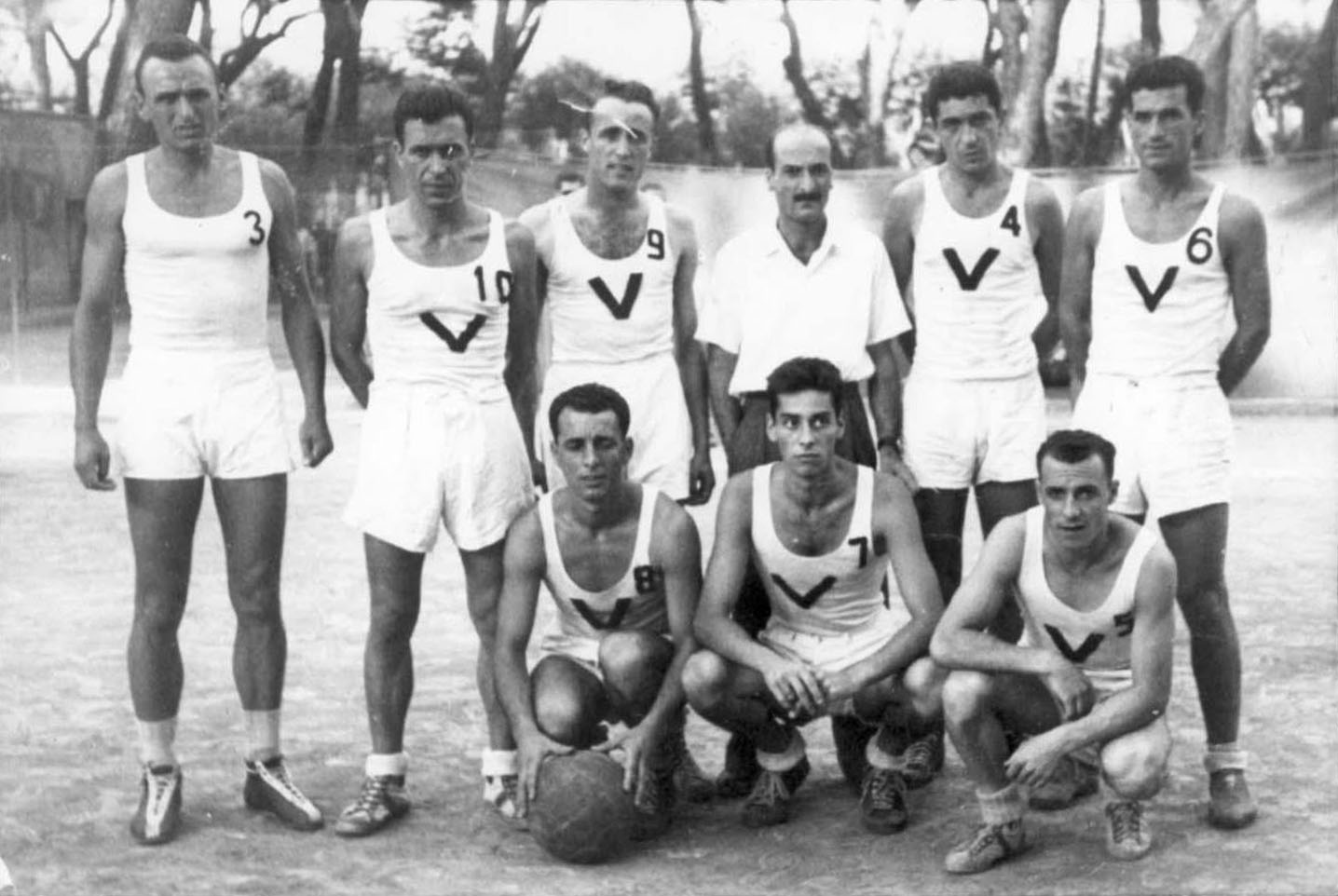
Equipe do Virtus na temporada de 1945-1946

No final da guerra mundial, o Santa Lucia não estava mais disponível para jogos de basquete e depois de um breve período de jogos ao ar livre em um campo na Via del Ravone, a equipe mudou-se para a Sala Borsa, a bolsa de valores da cidade que era reajustada à noite para receber jogos de basquete. Nesse local incomum em 1945, o Virtus conquistou seu primeiro título da Liga Italiana de Basquetebol, ganhando também as três edições seguintes. O Black V ganhou o título nacional novamente em 1955 e 1956, alcançando o chamado "back-to-back". Durante a década de 1950, começou a rivalidade com o Olimpia Milão.
Devido à crescente fama do Virtus, a Sala Borsa não era mais adequada para seus jogos; Assim, em 1956, o prefeito de Bolonha, Giuseppe Dozza, inaugurou uma nova arena, que era simplesmente conhecida como "Sports Hall" e tinha capacidade para mais de 7.000 pessoas. A arena foi posteriormente apelidada de Il Madison, em referencia ao Madison Square Garden de Nova York. Em 1966, após a aposentadoria de Dozza da política, a quadra foi renomeada como "PalaDozza".

### Anos 1960 e 1970

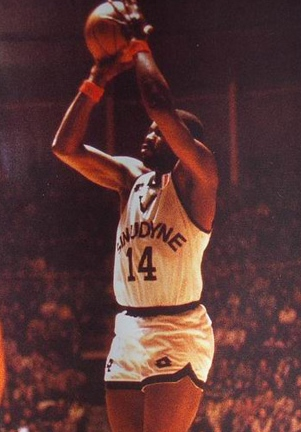
Jim McMillian em PalaDozza

Os anos 60 foram uma década infeliz para o Virtus. A equipe bolonhesa não conquistou nenhum título nacional e o basquete italiano foi dominado por seus rivais históricos, Olimpia Milão e Ignis Varese. O ponto de virada veio de 1968, quando o advogado Gianluigi Porelli foi nomeado como diretor da seção de basquete. Alternadamente apelidado de "Torquemada" ou "Robespierre" por seus métodos rápidos e muitas vezes ditatoriais, ou, mais frequentemente, L'Avvocato ("O Advogado"), Porelli foi uma das figuras mais proeminentes da história do Virtus.
Assim que chegou, com apenas 38 anos, Porelli vendeu o melhor jogador da época, Gianfranco Lombardi, desencadeando uma revolta popular. Logo depois, em 1970, graças a Porelli, o Virtus também foi um dos principais proponentes e fundadores da Lega Basket. No mesmo ano, o Virtus se separou do multi-clube esportivo e tornou-se uma sociedade anônima. Graças as suas escolha, que foram altamente criticada, Porelli definitivamente curou as finanças e em 1973 abriu uma nova temporada de triunfos, graças a uma parceria com Sinudyne, uma famosa empresa italiana de eletrodomésticos, e especialmente com o envolvimento do jovem treinador americano Dan Peterson, vindo da Seleção Chilena de Basquete. 
O Virtus conquistou imediatamente a sua primeira Taça da Itália em 1973/74 e, após dois anos, o seu sétimo campeonato nacional, graças à liderança de jogadores como Marco Bonamico e Luigi Serafini. Em 1978, o treinador Peterson mudou-se para o Olimpia Milão e o antigo jogador Terry Driscoll foi nomeado novo treinador. Sob o seu comando, Virtus conquistou dois títulos nacionais consecutivos em 1979 e 1980. Os jogadores mais importantes desse bi-campeonato foram Renato Villalta, Jim McMillian e Krešimir Ćosić.

### Anos 80

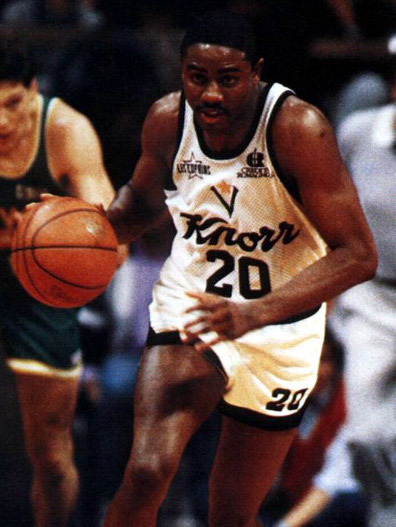
Micheal Ray Richardson

Voltando ao topo na Itália, o Black V tentou se tornar um grande time na Europa também, e em 1981 eles chegaram à final da Euroliga em Estrasburgo. No entanto, eles perderam por apenas um ponto para o Maccabi Tel Aviv, depois de um jogo muito disputado e decisões duvidosas dos árbitros. Após a derrota, Porelli contratou Aleksandar Nikolić, mundialmente conhecido como "O Professor", para ser o novo treinador. A equipe foi composta também por jovens e talentosos italianos como Roberto Brunamonti e Augusto Binelli. 
Apesar de sua fama, Nikolić não conseguiu trazer o Virtus de volta ao título, então em 1983, Alberto Bucci tornou-se o novo treinador. Sob o comando de Bucci, o Virtus conquistou seu décimo campeonato nacional, derrotando o Olimpia Milão em uma final histórica, sempre lembrada como uma das melhores da história do basquete italiano. No mesmo ano, a equipe completou uma dobradinha doméstica, vencendo também a Copa da Itália.
Em 1988, Porelli contratou Bob Hill, que foi treinador do New York Knicks na temporada anterior. Hill trouxe para a Itália dois ex-jogadores da NBA: Micheal Ray Richardson, um All-Star da NBA e ex-jogador do NY Knicks e New Jersey Nets que foi banido da NBA por violações da política antidrogas da liga, e Clemon Johnson, campeão da NBA em 1983 com o Philadelphia 76ers. Na temporada de 1988/89, o Virtus conquistou sua terceira Copa da Itália, mas foi derrotado na semifinal do campeonato nacional.
No verão seguinte, Hill demitiu-se de seu cargo, e seu assistente, Ettore Messina foi nomeado novo treinador. O Black V venceu a Copa da Itália novamente e em 13 de março de 1990 venceu seu primeiro título europeu, a Copa Saporta, derrotando o Real Madrid na final. A final foi caracterizada por um excelente desempenho de Richardson, capaz de marcar 29 pontos.

### Anos 90: Década de ouro
Em 1991, Alfredo Cazzola, um empresário de feiras locais, tornou-se o novo presidente do Virtus. Depois de duas derrotas consecutivas nas semis-finais nacionais, Cazzola contratou Predrag Danilović, um jovem jogador iugoslavo que venceu a última Euroliga com o Partizan. Sob a forte liderança de Danilović, a equipe imediatamente ganhou outro campeonato nacional. No ano seguinte, Messina tornou-se o novo treinador da Seleção Italiana de Basquetebol e Alberto Bucci retornou como treinador do Virtus, com quem havia vencido um campeão nacional em 1984. Virtus ganhou o scudetto de novo em 1994 e 1995, ganhando o tri-campeonato. Nos mesmos anos, a equipe participou do McDonald's Championship, uma competição entre as equipes da NBA e da Europa, onde a Virtus foi derrotada pelo Phoenix Suns e pelo Houston Rockets.
Depois de três triunfos, Danilović deixou o Virtus para o Miami Heat e sem o seu líder iugoslavo, a equipa bolonhesa venceu apenas uma Supertaça italiana em 1995/96 e a sua quinta Copa da Itália no ano seguinte. Em 1996, a Kinder, uma linha de produtos da confeitaria italiana Ferrero SpA, tornou-se o novo patrocinador do Virtus. 
Em 1997, a equipe mudou-se para PalaMalaguti, uma arena esportiva coberta em Casalecchio di Reno com capacidade para mais de 8.000 pessoas, deixando o PalaDozza depois de quase 40 anos. No mesmo ano, com o regresso de Messina e Danilović, a equipa teve importantes jogadores internacionais como Radoslav Nesterovic, Antoine Rigaudeau e Hugo Sconochini. Em 23 de abril de 1998, o Virtus ganhou sua primeira Euroliga derrotando o AEK em Barcelona. Em 31 de maio, o Virtus conquistou seu 14º título nacional derrotando o Teamsystem Bologna. A final de 1998 entre Virtus e Bologna é considerada a maior da história do basquete italiano, com duas equipes da mesma cidade, que estavam entre as melhores do continente. Durante este período, Bolonha foi apelidada de "Cidade da cesta", devido à fama e às vitórias das duas equipes da cidade.
Na temporada seguinte, o Virtus ganhou sua 7ª Copa da Itália, mas perdeu na final da Euroliga para o Žalgiris de Tyus Edney e foi eliminado nas semifinais do campeonato nacional. Sob a presidência de Cazzola e graças às lideranças de Danilović e Messina, os anos 90 foram considerados a "Idade de Ouro" do Virtus, que reuniu quatro títulos nacionais, duas Copas da Itália, uma Copa Saporta e uma Euroliga, tornando-se uma das mais notáveis equipes da Europa.

### Glória, queda e renascimento nos anos 2000
Em 2000, Marco Madrigali, um empresário de videogames, tornou-se o novo presidente do clube. Novos jogadores como Marko Jarić, Manu Ginóbili e David Andersen chegaram a Bolonha; Enquanto no início da temporada, Sasha Danilović anunciou sua aposentadoria do basquete. A ausência de um líder forte como Danilović e a subsequente proibição de doping de outro jogador histórico como Hugo Sconochini, forçaram todos os jogadores da equipa a assumirem mais responsabilidades, mas ao mesmo tempo abriram espaços para os recém-chegados mostrarem suas habilidades em alto nível. Depois de um começo fraco, a temporada teve um ponto de virada depois da vitória durante o derby de Natal contra o Fortitudo por 99-62. A partir de então, o Virtus iniciou uma temporada excepcional, caracterizada por um grupo irrepetível capaz de bater todos os recordes e se tornar um dos times europeus mais fortes de todos os tempos e, de acordo com muitos, o mais forte de todos os tempos. Após a dobradinha em 1998, na temporada 2000/01, o Virtus ganhou a Triplice Coroa (conhecida na Itália como Grande Slam), vencendo a Copa da Itália, a Euroliga e o Campeonato Italiano. Manu Ginóbili foi eleito o MVP das Finais da Euroliga de 2001 e o MVP da Liga Italiana.
No ano seguinte, o Virtus venceu a Copa da Itália, mas depois de algumas derrotas, Madrigali demitiu Messina. No entanto, após um protesto dos torcedores do Virtus antes de uma partida contra o Pallacanestro Trieste, Madrigali foi forçado a voltar atrás na decisão. Apesar disso, a equipe perdeu a final da Euroliga, que foi realizada em PalaMalaguti, contra o Panathinaikos de Dejan Bodiroga, e foi eliminado nas semifinais do campeonato nacional pelo Benetton Treviso.
Em 2003, Ginóbili mudou-se para a NBA, onde jogou pelo San Antonio Spurs, e Ettore Messina foi contratado pela Benetton, assim Bogdan Tanjević foi nomeado novo treinador. Após uma série de derrotas, Tanjević foi substituído por Valerio Bianchini, que não conseguiu chegar aos playoffs (pela primeira vez na história do Virtus), mas conseguiu salvar a equipe do rebaixamento. No entanto, devido a sérios problemas financeiros, causados principalmente pelo fracasso da CTO SpA, empresa de Madrigali, o Virtus foi excluído da Série A em agosto de 2003. A falência foi evitada graças à intervenção de um empresário da feira local, Claudio Sabatini, que transacionou todas as dívidas do clube após acordos com credores e assumiu a empresa de Madrigali. Sabatini adquiriu também a equipe Progresso Castelmaggiore de uma pequena cidade do interior de Bolonha, que jogou na Série A2 e patrocinou a nova equipe com a marca FuturVirtus, garantindo assim a continuidade do glorioso nome "Virtus" apesar da exclusão do campeonato. Em 2003/04, o FuturVirtus não alcançou a promoção na Série A, perdendo por 3-0 na série final dos playoffs para o Aurora Jesi. No entanto, durante o verão de 2004, o clube obteve a re-afiliação à Federação Italiana de Basquete e o direito de usar o nome "Virtus Pallacanestro" novamente. O Black V, liderado por Corey Brewer e A.J. Guyton, retornou à primeira divisão em 2004, derrotando o Premiata Montegranaro nas finais.

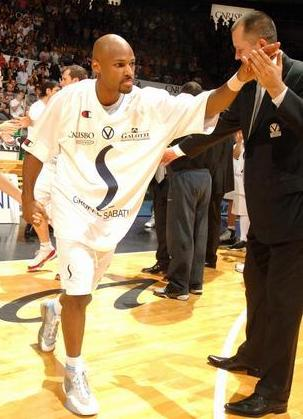
Travis Best e treinador Zare Markovski antes de um jogo

Na temporada de 2006-07, o Virtus liderado por Travis Best e pelo técnico Zare Markovski, chegou à final da Copa da Itália e perdeu para o Benetton Treviso, além de ter se classificado para os playoffs após uma ausência de cinco anos e chegado à final do campeonato, sendo derrotado pelo Montepaschi Siena. O Black V chegou às semifinais do Euroliga, onde foi derrotado pela equipe ucraniana Azovmash Mariupol. No ano seguinte, a equipe foi repentinamente reformulada e Markovski foi demitido por Sabatini, cuja presidência foi caracterizada por sua natureza inconstante, que o levou a implementar escolhas inesperadas e muitas vezes impopulares. Virtus participou da Euroliga, mas chegou em último lugar no Grupo A, vencendo apenas dois jogos em 14.
Em 2009, sob o comando de Matteo Boniciolli, o Black V acrescentou mais um troféu ao seu showcase, eles ganhram a Copa Europeia da FIBA batendo o Cholet Basket na final. No entanto, a equipe perdeu a final da Copa da Itália para o Siena e foi eliminada na primeira rodada dos playoffs do campeonato nacional pelo Treviso. Boniciolli foi imediatamente demitido pelo presidente Sabatini e a equipe foi reformulada novamente durante o verão.

### Despromoção e retorno à Europa em 2010
Em julho de 2010, Sabatini vendeu a Virtus para empreendedores locais, mas permaneceu como CEO e gerente geral. Após anos de fraco desempenho, Sabatini saiu definitivamente do clube e, em 2013, Renato Villalta, ex-estrela do Virtus, foi nomeado presidente. 
Em 2014, o Virtus retornou aos playoffs, graças a uma excelente temporada de Allan Ray, Jeremy Hazell e Okaro White. No ano seguinte, Villalta foi abruptamente removido de seu cargo e Bertolini foi nomeado presidente. Depois de alguns meses, Bertolini também foi substituído por Alberto Bucci, ex-treinador do Virtus, que venceu três títulos nacionais com o Black V entre os anos 1980 e 1990. No entanto, a temporada foi caracterizada por uma lesão grave da capitão da equipe, Allan Ray, e os jogadores substitutos não conseguiram o substituir adequadamente. No dia 4 de maio de 2016, no final da temporada regular, o time ficou em último lugar e portanto foi rebaixado para a Serie A2 pela primeira vez em sua história.

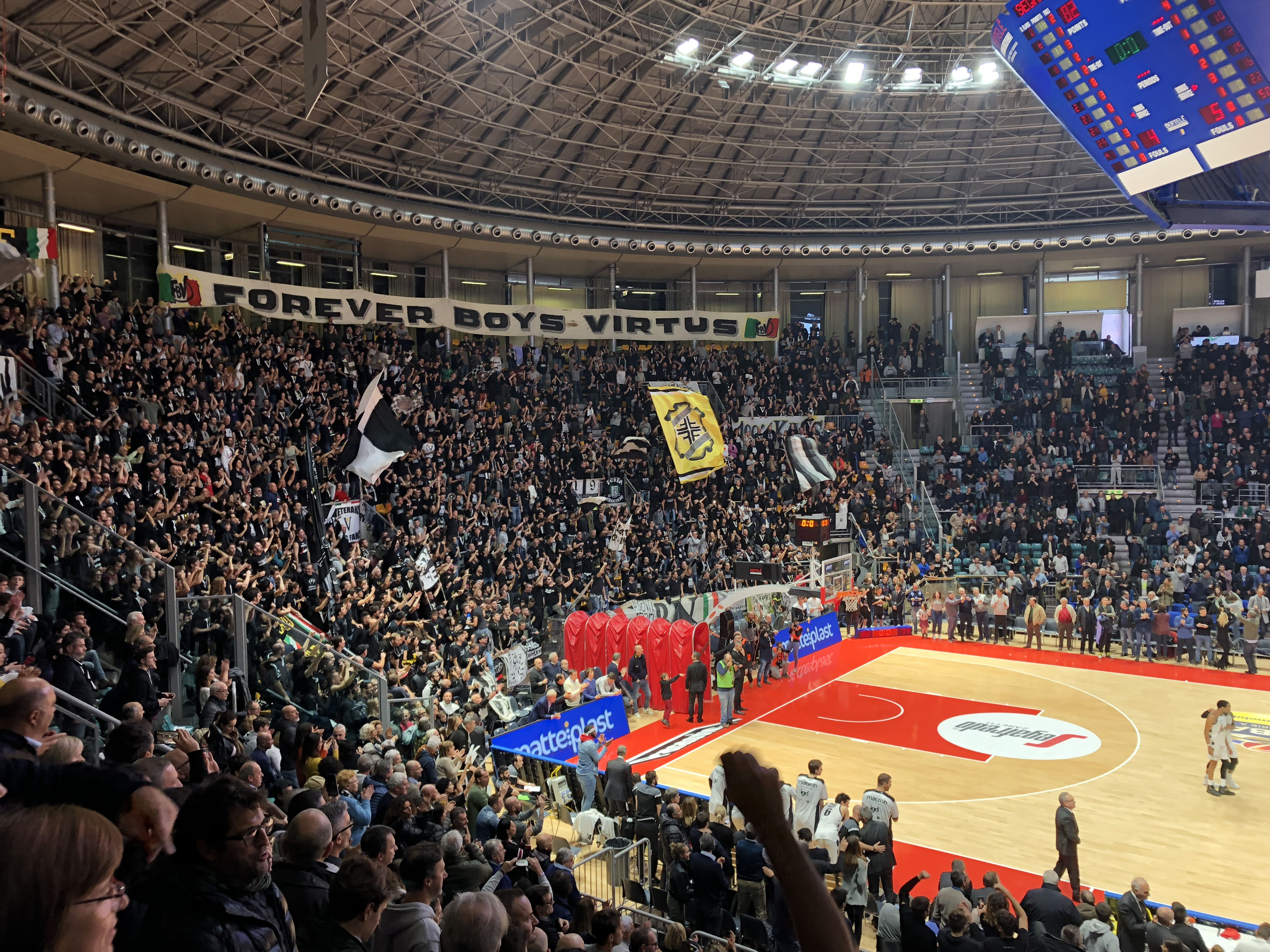
Os fãs dos Virtus de "Curva Calori" em PalaDozza em 2018

No verão, o presidente Bucci anunciou Alessandro Ramagli, como novo treinador do Virtus. O clube construiu uma boa equipe para a liga, liderada por jogadores importantes como Guido Rosselli, Klaudio Ndoja, Michael Umeh e Kenny Lawson. Durante a temporada houve também uma grande mudança: o empresário de café e ex-político, Massimo Zanetti, proprietário da Segafredo, que também era patrocinador da equipe, tornou-se acionista majoritário do clube. O Virtus terminou em segundo na temporada regular e ganhou o título (e a promoção) derrotando o Trieste na final. Durante os play-offs, o Black V retornou após mais de vinte anos para a arena histórica de Bologna, PalaDozza, que se tornou a nova quadra oficial da equipe na temporada seguinte.
No verão de 2017, o clube contratou dois dos mais proeminentes jogadores italianos, Pietro Aradori e Alessandro Gentile, além de dois jogadores internacionais, Marcus Slaughter e Oliver Lafayette. Apesar de boas premissas, a equipe foi eliminada na primeira rodada da Copa da Itália e não conseguiu se classificar para os playoffs do campeonato nacional. 
A temporada 2018/19 começou com a nomeação de Alessandro Dalla Salda como CEO do clube e com a contratação de Stefano Sacripanti como novo treinador. O clube contratou, entre outros, Tony Taylor, Kevin Punter, Amath M'Baye e Brian Qvale, para participar da Liga dos Campeões da FIBA, que foi a primeira competição européia do Virtus após dez anos. A equipe alcançou um recorde de sete vitórias nos sete primeiros jogos da competição continental, que nunca haviam sido alcançados antes. Em março de 2019, a equipe contratou Mario Chalmers, duas vezes campeão da NBA com o Miami Heat. No dia 9 de março, o presidente Alberto Bucci morreu aos 70 anos, devido as complicações de um câncer. Em 11 de março, após uma derrota contra Cantù e com o Virtus temporariamente fora dos playoff, o comitê do time demitiu Sacripanti e nomeou o sérvio Aleksandar Đorđević como novo treinador. Em 4 de março, o Black V derrotou Nanterre 92, alcançando o Final Four da BCL em Antuérpia, eles venceram o campeonato no dia 5 de maio derrotando o Iberostar Tenerife por 73-61. A BCL foi o quinto título europeu na história da equipe e o primeiro após dez anos.
Em julho de 2019, o Virtus abriu sua ala de basquete feminino, que participará do próximo campeonato da Serie A1.

## Arenas

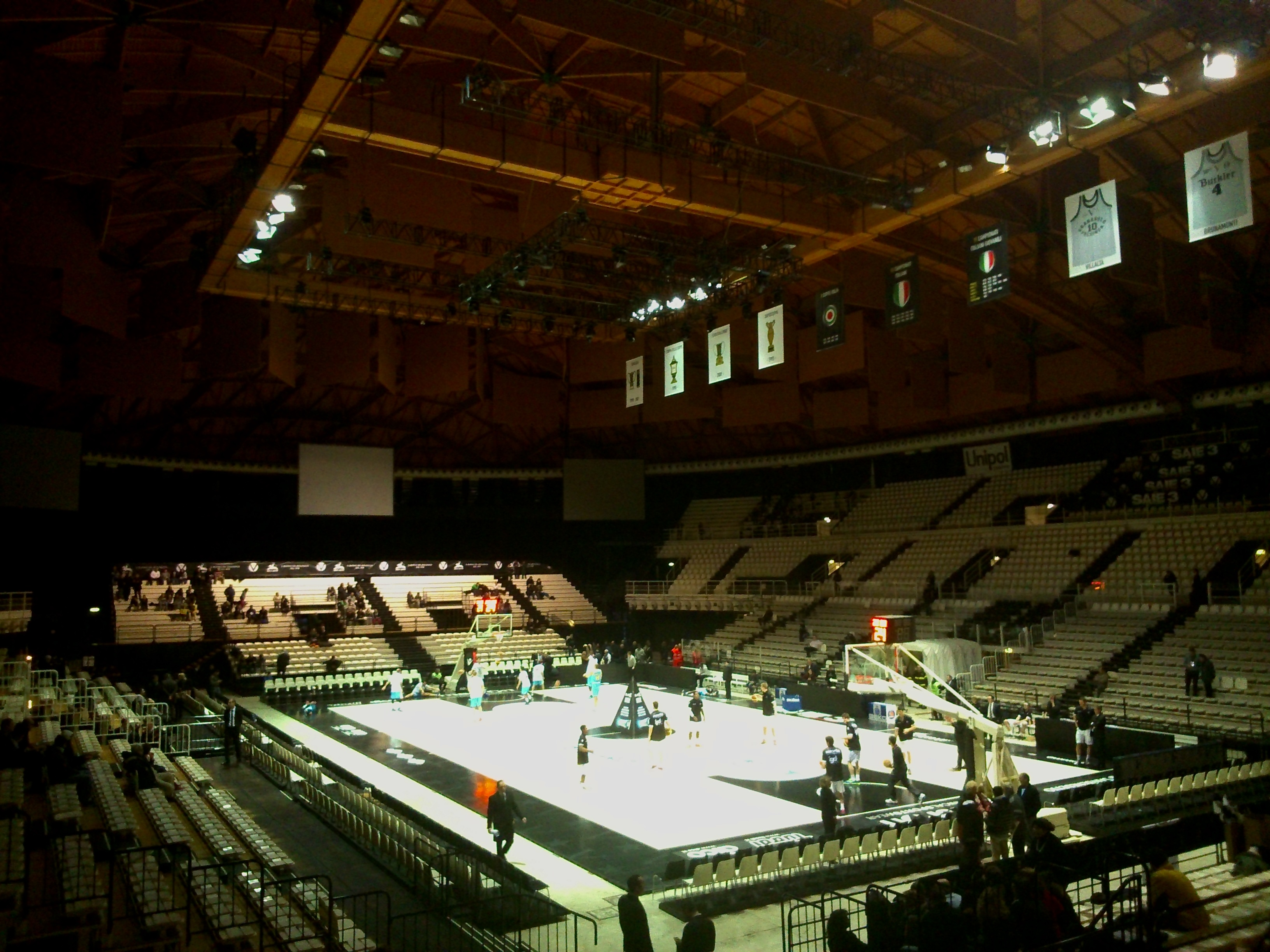
Unipol Arena

Desde a sua fundação, o Virtus Bologna usou várias arenas. Cada um deles era mais do que apenas uma quadra de basquete e sim uma "casa" do Black V, marcando, no período em que eram usados, uma era diferente da longa história da sociedade:
- 1934–1946: Igreja de Santa Lucia (antiga igreja católica, hoje em dia é o auditório da Universidade de Bolonha).
- 1946: Tribunal da Via Ravone (campo ao ar livre usado após a Segunda Guerra Mundial).
- 1946-1957: Sala Borsa (bolsa de valores da cidade, hoje em dia é uma biblioteca).
- 1957-1996: PalaDozza (conhecido como "Sports Hall" até 1966).
- 1996–2017: Unipol Arena (conhecida como "PalaMalaguti" até 2008 e "Futurshow Station" até 2011).
- 2017 – Presente: PalaDozza e Unipol Arena.

## Títulos

### Competições nacionais
- Liga Italiana de Basquetebol (17):

1945–46, 1946–47, 1947–48, 1948–49, 1954–55, 1955–56, 1975–76, 1978–79, 1979–80, 1983–84, 1992–93, 1993–94, 1994–95, 1997–98, 2000–01, 2020-21, 2024-25

- Copa da Itália de Basquete (8):

1973–74, 1983–84, 1988–89, 1989–90, 1996–97, 1998–99, 2000–01, 2001–02

- Supercopa Italiana (4):

1995, 2021, 2022, 2023

- Serie A2 (1):

2016–17

### Competições europeias
- Euroliga (2):

1997–98, 2000–01

- Eurocopa (1):
  - 2021-22

- Copa Saporta (1):

1989–90

- Liga dos Campeões da FIBA (1):

2018–19

## Jogadores

### Números aposentados
| N° | Jogador            | Posição | Temporadas          |
| -- | ------------------ | ------- | ------------------- |
| 4  | Roberto Brunamonti | PG      | 1982–1996           |
| 5  | Predrag Danilović  | SG/SF   | 1992–1995 1997–2000 |
| 10 | Renato Villalta    | PF/C    | 1976–1989           |

### Notáveis jogadores
- Pietro Aradori
- Marco Belinelli
- Marco Bonamico
- Pietro Generali
- Alessandro Gentile
- Mike Sylvester
- Renato Villalta
- Emanuel Ginóbili
- Hugo Sconochini
- David Andersen
- Brock Motum
- Guilherme Giovannoni
- Bill Wennington
- Krešimir Ćosić
- Petteri Koponen
- Antoine Rigaudeau
- Michael Olowokandi
- Marko Jarić
- Sani Bečirovič
- John Amaechi

- Alan Anderson
- Charlie Bell
- Earl Boykins
- Jan van Breda Kolff
- Corey Brewer
- Mario Chalmers
- Oliver Lafayette
- Tom McMillen
- Jim McMillian
- Marcus Slaughter
- Okaro White

## Patrocínios no nome
Ao longo dos anos, devido ao patrocínio, o clube foi conhecido como:
- Minganti Bologna (1953–1958)
- Oransoda Bologna (1958–1960)
- Idrolitina Bologna (1960–1961)
- Virtus Bologna (1961–1962)
- Knorr Bologna (1962–1965)
- Candy Bologna (1965–1969)
- Virtus Bologna (1969–1970)
- Norda Bologna (1970–1974)
- Sinudyne Bologna (1974–1983)
- Granarolo Bologna (1983–1986)
- Dietor Bologna (1986–1988)
- Knorr Bologna (1988–1993)
- Buckler Beer Bologna (1993–1996)
- Kinder Bologna (1996-2002)
- Virtus Bologna (2002–2003)
- Carisbo Bologna (2003–2004)
- Caffè Maxim Bologna (2004–2005)
- VidiVici Bologna (2005–2007)
- La Fortezza Bologna [Nacional] (2007–2009), VidiVici Bologna [Competição continental] (2007–2008), Virtus BolognaFiere [Competição continental] (2008–2009)

- Canadian Solar Bologna (2009–2012)
- SAIE3 Bologna (2012–2013)
- Oknoplast Bologna (2013)
- Granarolo Bologna (2013–2015)
- Obiettivo Lavoro Bologna (2015–2016)
- Segafredo Virtus Bologna (2016–Presente)

## Fabricante do uniforme
- 1977–1983: Lotto
- 1983–1988: Les Copains
- 1988–1996: Reebok
- 1996–1999: Fila
- 1999–2009: Champion
- 2009–present: Macron[24]